# Joyce Aylard
Joyce Ethel Aylard (née en 1925 et morte le 16 octobre 2022) est une cryptoanalyste de code à Eastcote, un département de Bletchley Park pendant la Seconde Guerre mondiale,,.

## Biographie
Aylard grandit à Canning Town et à Ilford, et est évacuée de Londres vers Ipswich puis par Blaengarw au cours de l'opération Pied Piper en 1939-1940. Elle rejoint le Women's Royal Naval Service en 1943 et a est affectée à Eastcote.
Chez Eastcote, Aylard est l’un des opératrices des machines à bombe utilisées dans la cryptanalyse d'Enigma. Les machines sont bruyantes et entraînent peut-être une surdité dans l'une de ses oreilles. À la fin de la Seconde Guerre mondiale en Europe, elle est réaffectée à Bletchley Park, afin de poursuivre son travail de déchiffrage du code sur les messages cryptés en japonais. Après la guerre, elle étudie à la London School of Economics.
Aylard est la mère de l'officier de la Royal Navy, Richard Aylard, ancien secrétaire particulier du prince de Galles. Elle reçoit deux médailles pour son travail durant la guerre.